# 영챔프
《영챔프》(YOUNG CHAMP)는 대원씨아이에서 간행하는 대한민국의 청소년 만화 잡지이다.

## 개요
1994년 5월 20일 대한민국의 최초 영(YOUNG)지로서, 격주 잡지로서 창간됐다.
당시 대원의 《소년챔프》가 서울문화사의 《아이큐점프》와 순조롭게 경쟁하고 있었고, 이에 이어 차차 독자층을 연령별로 취향 세분화를 해나가는 과정에서 중·고생 정도의 윗 연령층을 겨냥하여 창간되었다. 발행 당시 영점프와 함께 격주간 잡지였다.
1994년 후반에 창간한 서울문화사의 《영점프》와 2대 영(YOUNG)지 체제를 구축하였으나, 2003년 《영점프》가 폐간되면서 공식적으로 ‘영’이라는 이름을 단 청소년 만화잡지는 《영챔프》뿐이다.
2009년 5월 20일부터는 온라인 잡지 《툰도시》를 통해 만화를 공개했으나, 2013년 2월 17일자로 결국 폐간되었다. 이후 2013년 9월 1일부터 《코믹챔프》와 통합되었다.

## 대표작
- 열혈강호 : 1994년 창간호부터 장기간 함께 해왔던 작품으로 영챔프에서 유일한 창간호 멤버 작품 중 하나다.
- 불문율 : 1994년 창간호부터 1998년까지 연재하였던 작품으로 1998년 대원씨아이의 성인만화지 투엔티세븐으로 이동되었다.

## 그 외
- 대한민국 최초의 중철제본이며[1], 2007년의 한 자료에 의하면 판매부수가 가장 높다.[1]
- 감각적인 표지와 다양한 화보와 기획코너 등 만화잡지의 고급화를 보여준다는 평이 있다.[1]